# Gaius Scribonius Curio (Prätor 183 v. Chr.)
Gaius Scribonius Curio erbaute als einer der plebejischen Ädilen im Jahr 196 v. Chr. den Tempel des Faunus in Rom. 183 v. Chr. vertrat er als Prätor die Konsuln und erlangte im Jahr 174 als zweiter Plebejer das Amt des curio maximus. Hiermit erlangten die Scribonier den erblichen Beinamen Curio.